# The Lost Attic
The Lost Attic – album kompilacyjny brytyjskiego, neoprogresywnego zespołu IQ, wydany w 1999 roku.

## Spis utworów
1. The Universal Scam – 5:05
2. Wintertell – 3:02
3. The Last Human Gateway (middle section) – (4:02)
4. Hollow Afternoon (1999 recording) – (4:41)
5. Apathetic And Here I... – (7:27)
6. N.T.O.C. (Resistance) – (4:49)
7. Eyes Of The Blind – (3:15)
8. Barbell Is In (12” Lizard Mix) – (6:29)
9. The Bold Grenadier – (3:38)
10. My Legs – (2:17)
11. Fascination – (5:53)
12. Hollow Afternoon – (4:52)
13. Awake And Nervous (radio session) – (7:11)
14. Just Changing Hands (radio session) – (5:17)
15. Widow's Peak (radio session) – (8:52)

## Wykonawcy
- Paul Cook – perkusja
- Tim Esau – gitara basowa
- Mike Holmes – gitary
- Peter Nicholls – wokal, tamburyno
- Martin Orford – instrumenty klawiszowe
- John Jowitt – gitara basowa
- P.L. Menel – wokal
- Les 'Ledge' Marshall – wokal wspierający